# Dvůr Králové nad Labem
Dvůr Králové nad Labem é uma cidade checa localizada na região de Hradec Králové, distrito de Trutnov‎, localizada perto da fronteira com a Polônia.
O nome em alemão da cidade é Königinhof an der Elbe.
A cidade possui um famoso zoológico com aproximadamente 300 espécies e é especializado em animais da África, possuindo um safári onde os animais ficam soltos e os visitantes podem passear dentro de um ônibus especializado.